# William H. Rand

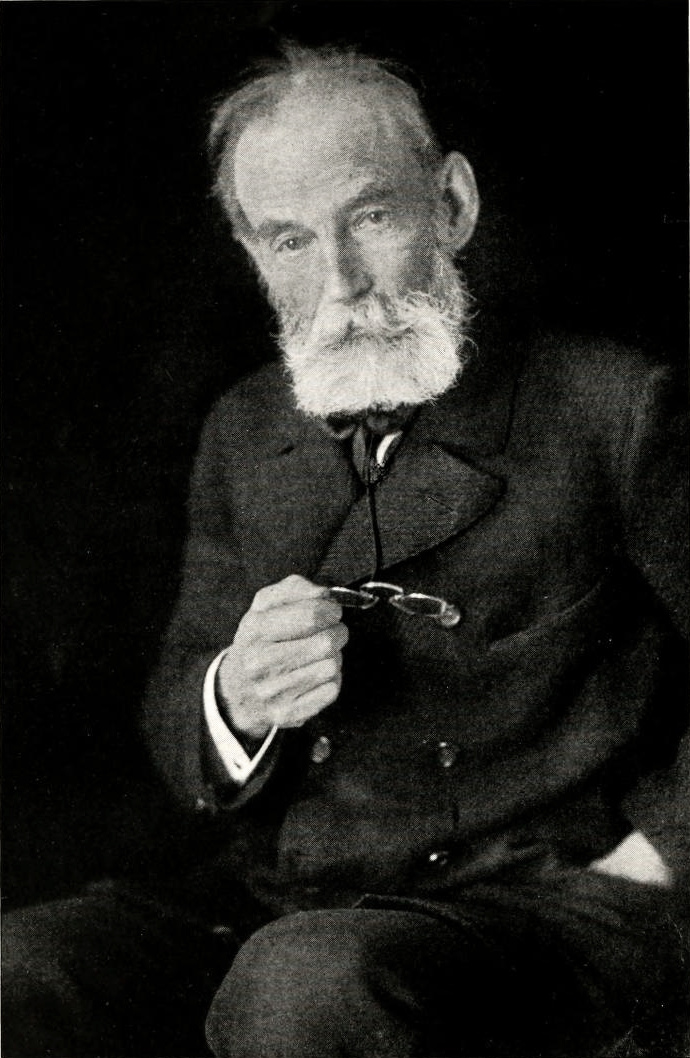
William H. Rand

William Henry Rand (* 2. Mai 1828 in Quincy, Massachusetts; † 20. Juni 1915 in New Canaan, Connecticut) war ein US-amerikanischer Kartenverleger.
Rand zog 1849 wegen des Goldrausches nach Kalifornien. 1856 gründete er in Chicago eine Druckerei, aus der 1868 zusammen mit seinem Mitarbeiter Andrew McNally der Verlag Rand McNally wurde.